# Oskar Hünlich
Oskar Hünlich (né le 28 novembre 1887 à Neugersdorf et mort le 2 février 1963 à Wilhelmshaven) est un homme politique allemand (SPD).

## Biographie
Hünlich est le fils d'un tourneur de fer. Il étudie à l'école primaire de Neugersdorf de 1894 à 1902. Il apprend ensuite le métier de compositeur et étudie dans une école de formation avancée. Dans les années suivantes, il exerce sa profession successivement à Humburg, Bozen, Fraustadt, Bad Harzburg, Grünberg et Darmstadt. En 1911, il devient rédacteur en chef du Norddeutsche Volksblatt. De 1914 à 1920, Hünlich est membre, depuis 1919 également président du conseil municipal, de la commission scolaire et d'autres comités de Rüstingen. Le 1er août 1919, il devient secrétaire du parti de district du SPD pour Oldenburg-Ostfriesland. Paul Hug est son parrain.
De 1920 à 1933, Hünlich est député du Reichstag pour son parti dans la 16e circonscription (Weser-Ems). L'axe principal de son travail parlementaire est la participation à la commission des transports, dans laquelle il préconise la construction du canal côtier et la politique de défense. Dès 1919/1920, il fait campagne pour une relation positive entre la social-démocratie et la Reichswehr nouvellement formée. En exerçant l'influence des sociaux-démocrates, il espère pouvoir empêcher le développement réparateur qui s'annonce dans l'armée. En raison de son attitude généralement positive à l'égard de la Reichswehr, il entre à plusieurs reprises en conflit avec certaines parties de son parti, mais peut à plusieurs reprises s'affirmer dans la liste des candidats.
Il est le seul parlementaire de l'État libre d'Oldenbourg, qui vote contre la loi d'habilitation le 24 mars 1933. Après avoir occupé des postes du bureau de district, de la maison d'édition Paul Hug et de la rédaction du Volksblatt, Hünlich s'enfuit dans la zone frontalière germanophone de la Tchécoslovaquie au début du mois de mai 1933. Ici, après avoir consulté l'exécutif du parti qui a également émigré, il est impliqué dans des travaux illégaux aux frontières et continue à maintenir des contacts avec des fonctionnaires de son ancienne circonscription. Après l'occupation militaire des Sudètes, il s'enfuit au Danemark via Prague et de là en Suède en 1940. Ici, il exerce son ancienne profession à Norrköping et plus tard à Stockholm. Dès 1939, Hünlich, partisan du groupe de Kurt Heinig, est expatrié en Allemagne et devient apatride. En Suède, comme Paul Neue (1876-1969), avec qui il entretient toujours des relations amicales, il est en querelle presque constante avec le Groupe international des socialistes démocrates, qui, avec l'aide significative de Willy Brandt, veut rassembler tous les groupes d'émigration socialistes, que Hünlich est opposé strictement. En octobre 1946, il retourne à Wilhelmshaven et se consacre à la reconstruction de la maison d'édition Paul Hug & Co. En 1947, le gouvernement militaire britannique lui donne l'autorisation de publier le Nordwestdeutsche Rundschau social-démocrate paru à Wilhelmshaven. Il est l'un des trois employés du journal et en est également le rédacteur en chef jusqu'en 1954. Après avoir quitté la rédaction en 1954, Hünlich se concentre sur sa vie privée.

## Vie privée
Depuis 1910, il est marié avec Martha née Radelski, le mariage est resté sans enfant.

## Travaux
- Eine Großdruckerei feiert ihren fünfundsiebzigsten Geburtstag. Kleine Geschichte der Großdruckerei und des Verlages Paul Hug & Co. in Wilhelmshaven 1888 - 1963, Wilhelmshaven 1963.

## Littérature
- Martin Schumacher (Hrsg.): M.d.R. Die Reichstagsabgeordneten der Weimarer Republik in der Zeit des Nationalsozialismus. Politische Verfolgung, Emigration und Ausbürgerung, 1933–1945. Eine biographische Dokumentation. 3., erheblich erweiterte und überarbeitete Auflage. Droste, Düsseldorf 1994,  (ISBN 3-7700-5183-1).
- Hans Friedl u. a. (Hrsg.): Biographisches Handbuch zur Geschichte des Landes Oldenburg. Hrsg. im Auftrag der Oldenburgischen Landschaft. Isensee, Oldenburg 1992,  (ISBN 3-89442-135-5), S. 337–338 (PDF; 4,6 MB).